# División de Honor de balonmano 1983-84
La División de Honor de balonmano 1983-84 fue la 26.ª edición de la máxima competición de balonmano de España. Se desarrolló en una fase, que constaba de una liga de catorce equipos enfrentados todos contra todos a doble vuelta. El ganador disputaba la Copa de Europa y los cuatro últimos descendían a Primera División.

## Clasificación
| N. | Equipo               | PJ | PG | PE | PP | PTS |
| 1  | Atlético de Madrid   | 26 | 25 | 1  | 0  | 51  |
| 2  | F.C. Barcelona       | 26 | 22 | 1  | 3  | 45  |
| 3  | Tecnisa              | 26 | 18 | 4  | 4  | 40  |
| 4  | Granollers           | 26 | 14 | 2  | 10 | 30  |
| 5  | Elgorriaga Bidasoa   | 26 | 14 | 2  | 10 | 30  |
| 6  | Coronas Tres de Mayo | 26 | 13 | 3  | 10 | 29  |
| 7  | Caixa Valencia       | 26 | 12 | 2  | 12 | 26  |
| 8  | Michelín Valladolid  | 26 | 11 | 1  | 14 | 23  |
| 9  | Teka                 | 26 | 10 | 1  | 15 | 21  |
| 10 | Cajamadrid           | 26 | 9  | 3  | 14 | 21  |
| 11 | Málaga               | 26 | 10 | 1  | 15 | 21  |
| 12 | Teucro               | 26 | 5  | 1  | 20 | 11  |
| 13 | GEiEG                | 26 | 5  | 0  | 21 | 10  |
| 14 | Canteras             | 26 | 3  | 0  | 23 | 6   |